# Lee Deok-hwa
Đây là một tên người Triều Tiên, họ là Kim.
Lee Deok-hwa (sinh ngày 8 tháng 5 năm 1952) là một nam diễn viên điện ảnh và truyền hình người Hàn Quốc.

## Sự nghiệp diễn xuất

### Điện ảnh
- Eating Talking Faucking (2013)
- Sunny (2011) (cameo)
- Ngôi sao phát thanh (2006)
- Lesson (2002)
- Cue (1996)
- Mugoonghwa: Korean National Flower (1995)
- Life and Death of the Hollywood Kid (1994)
- I Wish for What Is Forbidden to Me (1994)
- I Will Survive (1993)
- Fly High Run Far (1991)
- The Woman Who Walks on Water (1990)
- I Stand Everyday (1990)
- Country of Fire (1989)
- Happiness Does Not Come In Grades (1989)
- Lost Love (1989)
- Love's Scribble (1988)
- You My Rose Mellow (1988)
- Nhạc sĩ đường phố (1987)
- The Companion (1984)
- Wild Scoundrels of College (1983)
- Hai đứa con trai (1981)[2]
- Mưa trong đêm (1979)
- Tomorrow After Tomorrow (1979)
- We Took the Night Train (1979)
- The Hey Days of Youth 77 (1979)
- The First Snow (1977)
- When We Grow Up... (1977)
- You Are the Moon, I Am the Sun (1977)
- Quả táo nổi giận (1977)
- Green Fallen Leaves (1976)
- I've Never Felt Like This Before (1976)
- I Am Really Sorry (1976)
- Blue Classroom (1976)
- Seong Chun-hyang (1976)
- Seven Tomboys (1976)
- Let's Talk About Youth (1976)
- Never Forget Me (1976)
- The Man with Two Faces (1975)
- Red Shoes (1975)

### Phim truyền hình
- Hẹn hò chốn công sở (Business Proposal) (SBS, 2022)[3]
- Viền đỏ trên tay áo (MBC, 2021)
- Đối tác đáng ngờ (SBS, 2017)
- Hotel King (MBC, 2014)
- Wonderful Day in October (SBS, 2014)
- Thủ tướng và em (KBS2, 2013) (cameo, ep 6)
- Secret Love (KBS2, 2013)
- Cruel Palace - War of Flowers (jTBC, 2013)
- Queen of Ambition (SBS, 2013)
- May Queen (MBC, 2012)
- Gia đình thế kỷ XXI (tvN, 2012)
- History of a Salaryman (SBS, 2012)
- Điệp viên Myung-wol (KBS2, 2011)
- Midas (SBS, 2011)
- The King of Legend (KBS1, 2010)
- Huyền thoại những người ái quốc (KBS2, 2010)
- Người khổng lồ (SBS, 2010)
- Empress Cheonchu (KBS2, 2009)
- Hometown Legends "Gisaeng House Ghost Story" (KBS2, 2008)
- Aeja's Older Sister, Minja (SBS, 2008)
- Formidable Rivals (KBS2, 2008)
- Dae Jo Yeong (KBS1, 2006)
- Look Back With a Smile (KBS2, 2006)
- Golden Apple (KBS2, 2005)
- Đệ ngũ Cộng hòa (MBC, 2005)
- First Love of a Royal Prince (MBC, 2004)
- My Lovely Family (KBS1, 2004)
- Into the Storm (SBS, 2004)
- Age of Warriors (KBS1, 2003)
- All In (SBS, 2003)
- Five Brothers and Sisters (SBS, 2002)
- Ladies of the Palace (SBS, 2001)
- Cheers for the Women (SBS, 2000)
- Promise (KBS1, 2000)
- The Aspen Tree (SBS, 2000)
- SWAT Police (SBS, 2000)
- LA Arirang (SBS, 1999)
- Magic Castle (KBS2, 1999)
- Wave (SBS, 1999)
- I Love You! I Love You! (SBS, 1998)
- Hong Gil-dong (SBS, 1998)
- Promise (SBS, 1997)
- Woman Next Door (SBS, 1997)
- Han Myung-hoe (KBS2, 1994)
- Theme Series "사랑이라 부르는 것" (SBS, 1993)
- Ambitions on Sand (SBS, 1992)
- Angel Na Woon-gyu (MBC, 1991)
- Do You Know Eun Ha-su (SBS, 1991)
- The End of Love (MBC, 1990)
- Migratory Bird (MBC, 1989)
- Happy Woman (MBC, 1989)
- 500 Years of Joseon - Queen Inhyeon (MBC, 1988)
- Love and Ambition (MBC, 1987)
- The Season of Men (MBC, 1985)
- Love and Truth (MBC, 1984)
- Father and Son (MBC, 1983)
- Portrait of You (MBC, 1983)
- Women's History - Seogung Mama (MBC, 1982)
- Can't Forget (MBC, 1982)
- Regret (MBC, 1982)
- 사랑합시다 (MBC, 1981)
- Embrace (MBC, 1981)
- Ahrong-yi Darong-yi (TBC, 1980)

### Chương trình truyền hình
- Cool Kiz on the Block (KBS, 2014)
- Running Man (SBS, 2012)
- Khiêu vũ với ngôi sao (MBC, 2011-2013)
- Special Feature: 7080 Idol Stars, King of Pop Singers (2011)
- Chuseok Special: Story Show 부탁해요 (SBS, 2010)[4]
- Show Seoul Seoul (SBS, 1991-1992)
- Saturday Saturday is Fun (MBC, 1985-1991)
- MBC Campus Song Festival (MBC, 1983-1985)
- Show 2000 (1981-1984)

### Chương trình phát thanh
- Women Salon (KBS Radio 4, 1982-1984)
- Lee Deok-hwa and Im Ye-jin's Reckless Radio (TBC Radio, 1978-1979)

## Sách
- 사람을 좋아하는 사람 이덕화 (1996)

## Vinh danh
- 2021 MBC Drama Awards: (Viền đỏ tay áo)
- 2012 SBS Drama Awards: Special Award, Actor in a Miniseries (History of a Salaryman)
- 2012 MBC Drama Awards: Golden Acting Award, Actor in a Miniseries (May Queen)
- 2010 SBS Drama Awards: Best Supporting Actor in a Special Planning Drama (Giant)
- 2007 KBS Drama Awards: Top Excellence Award, Actor (Dae Jo Yeong)
- 2005 MBC Drama Awards: Special Award (5th Republic)
- 1994 KBS Drama Awards: Grand Prize/Daesang (Han Myung-hoe)
- 1994 KBS Drama Awards: Top Excellence Award, Actor (Han Myung-hoe)
- 1994 KBS Drama Awards: Popularity Award (Han Myung-hoe)
- 1993 18th Moscow International Film Festival: Best Actor (I Will Survive)
- 1993 4th Chunsa Film Art Awards: Best Actor (I Will Survive)
- 1993 31st Grand Bell Awards: Best Actor (I Will Survive)
- 1992 30th Grand Bell Awards: Best Actor (Fly High Run Far)
- 1992 28th Baeksang Arts Awards: Popularity Award, Film category (Fly High Run Far)
- 1991 2nd Chunsa Film Art Awards: Best Actor (Fly High Run Far)
- 1989 27th Grand Bell Awards: Best Actor (Lost Love)
- 1988 24th Baeksang Arts Awards: Best Actor, Film category (You My Rose Mellow)
- 1987 MBC Drama Awards: Grand Prize/Daesang (Love and Ambition)
- 1987 23rd Baeksang Arts Awards: Popularity Award, TV category (Love and Ambition)
- 1985 21st Baeksang Arts Awards: Popularity Award, TV category (Love and Truth)